# 동비에주

동비에 주의 위치

동비에주(영어: Eastern Bieh State)는 남수단 동부 상나일 지방에 위치한 주로 주도는 아코보이며 면적은 28,249.5km2, 인구는 506,410명(2014년 기준)이다.
2015년에 실시된 행정 구역 개편에 따라 종글레이 주에서 분리되어 신설되었다. 남동쪽으로는 보마 주, 남서쪽으로는 종글레이 주, 북서쪽으로는 팡가크 주, 북쪽으로는 동나일 주, 북동쪽으로는 라초르 주와 접하며 동쪽으로는 에티오피아와 국경을 접한다. 3개 군을 관할한다.